# 4060 Deipylos
4060 Deipylos је Јупитеров тројански астероид са пречником од приближно 79,21 .
Афел астероида је на удаљености од 6,078 астрономских јединица (АЈ) од Сунца, а перихел на 4,440 АЈ.
Ексцентрицитет орбите износи 0,155, инклинација (нагиб) орбите у односу на раван еклиптике 16,149 степени, а орбитални период износи 4405,687 дана (12,062 године).
Апсолутна магнитуда астероида је 8,90 а геометријски албедо 0,077.
Астероид је откривен 17. децембра 1987. године.